# Парк Даху (станция метро)
«Парк Даху» (англ. Dahu Park; кит. 大湖公園) — станция линии Вэньху Тайбэйского метрополитена, открытая 4 июля 2009. Располагается между станциями «Хучжоу» и «Нэйху». Находится на территории района Нэйху в Тайбэе.

## Техническая характеристика
Станция «Парк Даху» — эстакадная с боковыми платформами. Для перехода на противоположную платформу оборудован мостик над путями. На станции имеется два выхода, оснащённых эскалаторами и лифтами для пожилых людей и инвалидов. На станции установлены платформенные раздвижные двери.